# 庫薩湖
庫薩湖，是愛沙尼亞的湖泊，位於該國東南部，由塔爾圖縣負責管轄，長3.36公里、寬1.24公里，面積2.81平方公里，海拔高度30米，平均水深1.2米，最大水深1.9米。